# Václav Srb
Václav Srb (* 13. dubna 1958 Karlovy Vary) je český politik, bývalý předseda české monarchistické politické strany Koruna Česká a v současnosti její čestný předseda. Po absolvování gymnázia v Liberci studoval obor historie–filozofie na Filozofické fakultě Univerzity Karlovy, odkud však byl z politických důvodů v 6. semestru vyloučen. Poté byl zaměstnán jako dělník v metru, zřízenec v kině apod. Byl sledován a vyslýchán StB. Má čisté lustrační osvědčení.

## Činnost
Je členem Mensy ČR, od poloviny 80. let po složení Státní tlumočnicko-překladatelské zkoušky z francouzštiny, italštiny a ruštiny se živil jako průvodce. V roce 1991 založil vlastní cestovní kancelář Praga Magica. Od roku 1998 je členem prezídia Asociace českých cestovních kanceláří a agentur (AČCKA). Je zakládajícím členem Koruny České. Od vzniku Královského institutu politických nauk je jeho ředitelem.

## Politické působení
Ve volbách do Evropského parlamentu v roce 2014 kandidoval jako lídr Koruny České (monarchistické strany Čech, Moravy a Slezska), ale neuspěl (Koruna Česká získala pouze 0,16 % hlasů a do EP se nedostala).
V komunálních volbách v roce 2014 kandidoval na prvním místě za Korunu Českou do Zastupitelstva hlavního města Prahy. Jakožto lídr kandidátky byl i kandidátem strany na post pražského primátora.
V komunálních volbách v roce 2018 neúspěšně kandidoval do Zastupitelstva hlavního města Prahy z 26. místa kandidátky subjektu „Evropská koalice pro Prahu“ (tj. SNK ED, Evropani, Monarchiste.cz, KAN, KONS a SMS). V roce 2018 kandidoval také do zastupitelstva Prahy 3, a to z 27. místa kandidátky „Koalice pro Prahu 3 – ODS, KDU-ČSL, Svobodní“, ale rovněž neuspěl.
Ve volbách do Senátu PČR v roce 2018 kandidoval za stranu Koruna Česká (monarchistická strana Čech, Moravy a Slezska) v obvodu č. 26 – Praha 2. Se ziskem 0,69 % hlasů skončil na posledním 9. místě.
V komunálních volbách v roce 2022 neúspěšně kandidoval do Zastupitelstva hlavního města Prahy z 16. místa kandidátky koalice „Strana soukromníků ČR, Koruna Česká (monarch. strana Čech, Moravy a Slezska), Konzervat. strana, Klub angaž. nestraníků“. V roce 2022 kandidoval také do zastupitelstva Prahy 3, a to z 31. místa kandidátky „Koalice pro Prahu 3 – ODS, KDU-ČSL“, ale rovněž neuspěl.
Ve sněmovních volbách v roce 2025 je lídrem kandidátní listiny Koruny české v Praze.